# Timor geelkuifkaketoe
De Timor geelkuifkaketoe (Cacatua sulphurea parvula), soms ook Parvula geelkuifkaketoe genoemd, is een vogel uit de orde der papegaaiachtigen en de familie der kaketoes. Hij is een ondersoort van de Kleine geelkuifkaketoe (Cacatua sulphurea).

## Uiterlijk
Qua uiterlijk is deze vogel gelijk aan de Kleine geelkuifkaketoe (C. sulphurea). Echter is de kleur geel in de kuif, oorvlek, onder de staart en vleugels lichter van kleur. Het verenkleed is verder volledig wit evenals de oogrand. De iris is bruinzwart gekleurd. De snavel is donkergrijs en de poten zijn donkergrijs van kleur. 

## Leefgebied
Deze vogel is endemisch in Indonesië en wordt aangetroffen op de eilanden Lombok, Timor, Noesa en Samao. De vogel geeft de voorkeur aan bosrijke en gecultiveerde gebieden.

## Voedsel
Deze kaketoe soort is overwegend vegetarisch. Op het menu staan zaden, bessen, vruchten, noten, larven en insecten.

## Voortplanting
De timor geelkuifkaketoe heeft zijn nest in boomholtes of soms in inkepingen in rotsen. Het vrouwtje legt 2 tot 3 witte ovale eieren welke na een broedtijd van ongeveer 26 dagen uitkomen. Na ongeveer 75 dagen vliegen de jongen vervolgens uit. Zowel het mannetje als vrouwtje broeden de eieren uit en verzorgen de jongen.